# Kenneth Colley
Pour les articles homonymes, voir Colley (homonymie).
Kenneth « Ken » Colley, né le 7 décembre 1937 à Manchester (Angleterre) et mort le 30 juin 2025 à Ashford (Angleterre), est un acteur, producteur, réalisateur et scénariste anglais.

## Carrière

### Cinéma
Au cinéma, Kenneth Colley contribue à trente-sept films (britanniques et étrangers — dont américains —, ou coproductions), le premier sorti en 1964. Son rôle sans doute le mieux connu du grand public est celui de l'amiral Piett, dans les épisodes V (1980 ; titre court : L'Empire contre-attaque) et VI (1983 ; titre court : Le Retour du Jedi) de la saga Star Wars de George Lucas.
Parmi ses autres films notables, citons La Symphonie pathétique (1971, avec Richard Chamberlain et Glenda Jackson) et Mahler (1974, avec Robert Powell dans le rôle-titre), tous deux réalisés par Ken Russell, Firefox, l'arme absolue de Clint Eastwood (1982, avec le réalisateur et Freddie Jones), J'ai engagé un tueur d'Aki Kaurismäki (1991, avec Jean-Pierre Léaud et Serge Reggiani), ou encore Les Virtuoses de Mark Herman (1996, avec Pete Postlethwaite et Ewan McGregor).
Il joue une dernière fois dans un film sorti en 2012. En outre, il est producteur, réalisateur et scénariste (en plus d'acteur) de deux courts métrages sortis en 2007.

### Télévision
À la télévision (britannique et américaine), Kenneth Colley apparaît dans quatre-vingt-trois séries à partir de 1961, dont Chapeau melon et bottes de cuir (un épisode, 1963), Poigne de fer et séduction (un épisode, 1973), Hercule Poirot (un épisode, 1990), Inspecteur Barnaby (un épisode, 2001) et Misfits (un épisode,2013). Il fait aussi une apparition dans la série Peaky blinders diffusée sur Netlix.
S'y ajoutent quinze téléfilms diffusés entre 1965 et 2012, dont Les Misérables de Glenn Jordan (1978, avec Richard Jordan et Anthony Perkins) et La Pourpre et le Noir de Jerry London (1983, avec Gregory Peck et Christopher Plummer). De plus, toujours pour le petit écran, il est acteur, réalisateur et scénariste d'un court métrage diffusé en 2006.

### Théâtre
Également actif au théâtre (notamment au sein de la Royal Shakespeare Company), Kenneth Colley joue entre autres dans La Vie d'Édouard II d'Angleterre de Bertolt Brecht (1968, avec Graham Crowden et Derek Jacobi), Cromwell de David Storey (1973, avec Brian Cox, Albert Finney et Pete Postlethwaite), Beaucoup de bruit pour rien de William Shakespeare (1980, avec Alun Armstrong) et Burning Issues de Ron Hutchinson (2000).

### Décès
Kenneth Colley meurt le 30 juin 2025 à son domicile situé dans le Kent. Quelques jours avant, il avait chuté, blessant son bras. À l'hôpital, il y contracte le Covid-19 qui s'est compliqué ensuite en une pneumonie. 

## Filmographie partielle
(comme acteur, sauf mention complémentaire)

### Cinéma
- 1967 : Scotland Yard au parfum (The Jokers) de Michael Winner : De Winter, le chauffeur
- 1967 : Comment j'ai gagné la guerre (How I Won the War) de Richard Lester : Le deuxième remplaçant
- 1968 : Le vampire a soif (The Blood Beast Terror) de Vernon Sewell : James
- 1970 : Performance de Donald Cammell et Nicolas Roeg : Tony Farrell
- 1971 : La Symphonie pathétique (Music Lovers) de Ken Russell : Modeste Tchaïkovski
- 1971 : Les Diables (The Devils) de Ken Russell : Legrand
- 1972 : The Triple Echo de Michael Apted : Le caporal-chef
- 1973 : Les Dix Derniers Jours d'Hitler (Hitler : The Last Ten Days) d'Ennio De Concini : Boldt
- 1974 : Mahler de Ken Russell : Siegfred Krenek
- 1974 : Terreur sur le Britannic (Juggernaut) de Richard Lester : Détective Brown
- 1975 : Flame de Richard Loncraine : Tony Devlin
- 1975 : Lisztomania de Ken Russell : Frédéric Chopin
- 1977 : Jabberwocky de Terry Gilliam : Le premier fanatique
- 1979 : Monty Python : La Vie de Brian (Monty Python's Life of Brian) de Terry Jones : Jésus
- 1980 : Star Wars, épisode V : L'Empire contre-attaque (Star Wars, Episode V : The Empire Strikes Back) d'Irvin Kershner : Capitaine (puis Amiral) Piett
- 1982 : Firefox, l'arme absolue (Firefox) de Clint Eastwood : Colonel Kontarsky
- 1983 : Star Wars, épisode VI : Le Retour du Jedi (Star Wars, Episode VI : Return of the Jedi) de Richard Marquand : Amiral Piett
- 1984 : Return to Waterloo de Ray Davies : Le voyageur
- 1986 : Le Dénonciateur (The Whistle Blower) de Simon Langton : Bill Pickett
- 1989 : L'Arc-en-ciel (The Rainbow) de Ken Russell : M. Brunt
- 1990 : The Last Island de Marleen Gorris : Nick
- 1991 : J'ai engagé un tueur (I Hired a Contract Killer) d'Aki Kaurismäki : Le tueur
- 1992 : La Vie de bohème d'Aki Kaurismäki : Le balayeur de rues
- 1996 : Le Dernier Voyage de Robert Rylands (El último viaje de Robert Rylands) de Gracia Querejeta : Archdale
- 1996 : Les Virtuoses (Brassed Off) de Mark Herman : Greasley
- 2007 : Alligator : Glen (+ producteur, réalisateur et scénariste)
- 2007 : Greetings : Ken (+ producteur, réalisateur et scénariste)

### Télévision
Séries
- 1963 : Chapeau melon et bottes de cuir, première série (The Avengers)
  - Saison 3, épisode 12 Ne vous retournez pas (Don't Look Behind You) : Le jeune homme
- 1966 : Alias le Baron (The Baron)
  - Saison unique, épisode 10 Les Légions d'Ammak (The Legions of Ammak) de John Llewellyn Moxey : Dinny Brand
- 1973 : Poigne de fer et séduction (The Protectors)
  - Saison 2, épisode 15 La Chasse au dragon (Dragon Chase) de Charles Crichton : Devlin
- 1974 : La Chute des aigles (Fall of Eagles), mini-série, épisode 7 Dearest Nicky : Gapon
- 1982 : I Remember Nelson, mini-série de Simon Langton : Horatio Nelson
- 1987 : Casanova de Simon Langton
- 1990 : Hercule Poirot
  - Saison 2, épisode 5 La Disparition de M. Davenheim (The Disappearance of Mr. Davenheim) d'Andrew Grieve : Mathew Davenheim
- 1991 : Inspecteur Morse (Inspector Morse)
  - Saison 5, épisode 1 Un second crime impuni (Second Time Around) d'Adrian Shergold : Le détective en chef
- 1991-2011 : Casualty
  - Saison 6, épisode 1 Humpty Dumpty (1991) : Paddy
  - Saison 15, épisode 16 A Turn of the Scrooge (2000) : Clifford Watkins
  - Saison 25, épisode 45 System Error (2011) : Arthur Cobb
- 2001 : Inspecteur Barnaby (Midsomer Murders)
  - Saison 4, épisode 3 Vendetta (The Electric Vendetta) : Lloyd Kirby
- 2002 : Sydney Fox, l'aventurière (Relic Hunter)
  - Saison 3, épisode 18 La Rivale (Faux Fox) : Professeur Lamenza
- 2013 : Misfits
  - Saison 5, épisode 4 (sans titre) : Le deuxième vieux Rudy
- 2013 : Vera
  - Saison 3, épisode 3 (Les jeunes dieux) : Ronald Devreux

- 2016 : Peaky Blinders :  
  - Saison 3, épisodes 2 et 3 : Vicente Changretta

Téléfilms
- 1979 : Mesure pour mesure (Measure for Measure) de Desmond Davis : Le duc
- 1978 : Les Misérables de Glenn Jordan : Le préfet de police
- 1981 : Peter and Paul de Robert Day : Theodotus
- 1983 : La Pourpre et le Noir (The Scarlet and the Black) de Jerry London : Capitaine Hirsch
- 1985 : Wallenberg : A Hero's Story de Lamont Johnson : Adolf Eichmann
- 1987 : Casanova de Simon Langton : Le duc
- 1990 : The Plot to Kill Hitler (en) de Lawrence Schiller : Feldmarschall Wilhelm Keitel
- 1991 : Une affaire d'honneur (Prisoner of Honor) de Ken Russell : Alfred Dreyfus
- 1992 : The Secret Life of Arnold Bax de Ken Russell : John Ireland
- 1995 : Solomon & Sheba de Robert Malcolm Young : Nathan
- 2006 : A Nearly Silent Film : L'écrivain dédicataire (court métrage ; + réalisateur et scénariste)

## Théâtre (sélection)
(pièces jouées à Londres)
- 1966 : Little Malcolm and His Struggle Against the Eunuchs de David Halliwell
- 1968 : La Vie d'Édouard II d'Angleterre (The Life of Edward II of England - Leben Eduards der Zweiten von England), adaptation par Bertolt Brecht de la pièce élisabéthaine de Christopher Marlowe
- 1973 : Cromwell de David Storey, mise en scène d'Anthony Page
- 1980 : Beaucoup de bruit pour rien (Much Ado About Nothing) de William Shakespeare, mise en scène d'Howard Davies
- 1994-1995 : Gangster No 1 de Louis Mellis et David Scinto
- 2000 : Burning Issues de Ron Hutchinson, mise en scène de Denis Lawson